# KS Open Basket Pleszew
KS Open Basket Florentyna Pleszew – polski klub koszykarski z siedzibą w Pleszewie. Aktualnie klub rozwiązano.

## Skład na sezon 2011/2012
- Jakub Szymczak # 4
- Tomasz Zyber # 5
- Karol Dębski # 6
- Rafał Niesobski # 7
- Tomasz Madziar # 8
- Wojciech Żurawski # 9
- Dominik Walczak # 10
- Marcin Szczęsny # 12
- Sławomir Buczyniak # 13
- Marcin Stokłosa # 14
- Adam Kaczmarzyk # 15
- Jakub Czech # 18
- Trener – Andrzej Kowalczyk
- Asystent trenera – Mateusz Dwornik
- Kierownik drużyny – Tomasz Serba
- Masażysta – Bartosz Wojtasiak